# Обершлайсхайм
Обершлайсхайм (на немски: Oberschleißheim) е община до град Мюнхен в окръг Мюнхен в Горна Бавария, Германия. Намира се на площ от 30,6 km² и има 11 167 жители (към 31 декември 2012).
Известен е със своите три дворци и със 100-годишното си старо летище.
За пръв път е споменат в документ като „Sliusheim“ през 785 г. Между 1616 и 1623 г. херцог Максимилиан I построява там стария дворец като допълнителна резиденция.